# Assemblée nationale (Afrique du Sud)
Pour les autres articles nationaux ou selon les autres juridictions, voir Assemblée nationale.
28e législature
Chambres du Parlement (en)
Good Hope Chamber (provisoirement),
L'Assemblée nationale est la chambre basse du parlement d'Afrique du Sud. Elle se compose de quatre cents membres qui sont élus tous les cinq ans. Il siège à Le Cap, dans la province du Cap occidental.

## Système électoral
L'Assemblée nationale est composée de 400 sièges pourvus tous les cinq ans au scrutin proportionnel plurinominal avec listes bloquées, à raison de 200 sièges répartis dans neuf circonscriptions électorales de 4 à 43 sièges correspondant aux neuf provinces du pays, en fonction de leurs populations, et de 200 sièges restants à pourvoir dans une circonscription nationale unique. Les résultats en pourcentages de voix donnent lieu à une répartition des sièges à la proportionnelle, sans seuil électoral, selon la méthode du plus fort reste et quotient de Droop, puis selon la méthode de la plus forte moyenne pour les éventuels sièges restants. 
Il s'agit d'un mode de scrutin parallèle. Les électeurs, âgés de plus de dix-huit ans, votent pour le parti de leur choix sur deux bulletins de vote séparés. Les partis présentent en effet une liste nationale ainsi que des listes pour les provinces, dites listes régionales. Ce système est en vigueur depuis les élections de 2024, la répartition des sièges s'effectuant auparavant sur la base d'un seul vote par électeur. À la suite d'un recours du Mouvement nouvelle nation, la Cour constitutionnelle juge cependant inconstitutionnel ce système en juin 2020, car empêchant les électeurs de voter pour des candidats indépendants. Pour la première fois lors des élections de 2024, les électeurs disposent d'un bulletin de vote pour la répartition à l'assemblée nationale des 4 à 43 sièges de leur province — pour lesquels les indépendants peuvent candidater — et d'un second bulletin de vote pour la répartition des 200 sièges au niveau national. Comme auparavant, ces votes sont distincts de celui effectué sur un autre bulletin pour les élections provinciales. Avant la réforme de 2024, le total de sièges obtenu par le résultat d'un parti au niveau national pouvait être supérieur à celui obtenu par ses seules listes régionales. Des sièges étaient alors pris dans le total des sièges nationaux pour être attribués à des candidats des listes régionales, de sorte que la répartition finale pouvait être différente du ratio 200/200.